# Ad Smolders
Ad Smolders (28 november 1934 – 18 januari 2015) was een Nederlands profvoetballer.
Ad Smolders, geboren in Korvel speelde vanaf de jeugd bij Willem II. Hij was eerst spits maar werd door František Fadrhonc omgeturnd tot rechtsback. Vanaf 1953 behoorde hij tot de selectie maar speelde geen competitiewedstrijden. In 1956 debuteerde hij en vanaf 1959 onder Wudi Müller was hij basisspeler. In 1963 maakte hij min of meer noodgedwongen de overstap naar LONGA waar hij zijn carrière op 30-jarige leeftijd in 1965 beeindigde.
Smolders overleed begin 2015 op 80-jarige leeftijd.

## Carrièrestatistieken
| Seizoen         | Club            | Land            | Competitie                   | Competitie | Competitie | Beker | Beker | Internationaal | Internationaal | Overig | Overig | Totaal | Totaal |
| Seizoen         | Club            | Land            | Competitie                   | Wed.       | Dlp.       | Wed.  | Dlp.  | Wed.           | Dlp.           | Wed.   | Dlp.   | Wed.   | Dlp.   |
| --------------- | --------------- | --------------- | ---------------------------- | ---------- | ---------- | ----- | ----- | -------------- | -------------- | ------ | ------ | ------ | ------ |
| 1954/55         | Willem II       | Nederland       | Eerste klasse C (Afgebroken) | –          | 0          | –     | –     | 0              | 0              | 0      | 0      | –      | 0      |
| 1954/55         | Willem II       | Nederland       | Eerste klasse B              | –          | 0          | –     | –     | 0              | 0              | –      | 0      | –      | 0      |
| 1955/56         | Willem II       | Nederland       | Hoofdklasse B                | –          | 0          | –     | –     | 0              | 0              | 0      | 0      | –      | 0      |
| 1956/57         | Willem II       | Nederland       | Eredivisie                   | –          | –          | –     | 1     | 0              | 0              | 0      | 0      | –      | –      |
| 1957/58         | Willem II       | Nederland       | Eerste divisie A             | –          | –          | –     | 0     | 0              | 0              | 0      | 0      | –      | –      |
| 1958/59         | Willem II       | Nederland       | Eredivisie                   | –          | –          | 1     | 1     | 0              | 0              | 0      | 0      | –      | –      |
| 1959/60         | Willem II       | Nederland       | Eredivisie                   | –          | –          | –     | –     | 0              | 0              | 0      | 0      | –      | –      |
| 1960/61         | Willem II       | Nederland       | Eredivisie                   | –          | –          | –     | 0     | 0              | 0              | 0      | 0      | –      | –      |
| 1961/62         | Willem II       | Nederland       | Eredivisie                   | –          | –          | –     | 0     | 0              | 0              | 0      | 0      | –      | –      |
| 1962/63         | Willem II       | Nederland       | Eredivisie                   | –          | –          | –     | 0     | 0              | 0              | 0      | 0      | –      | –      |
| 1963/64         | LONGA           | Nederland       | Tweede divisie               | –          | 0          | –     | 0     | 0              | 0              | 0      | 0      | –      | 0      |
| 1964/65         | LONGA           | Nederland       | Tweede divisie               | –          | 1          | 1     | 1     | 0              | 0              | 0      | 0      | –      | 2      |
| Carrière totaal | Carrière totaal | Carrière totaal | Carrière totaal              | 163        | 4          | –     | 3     | 0              | 0              | 0      | 0      | –      | –      |

## Erelijst
Willem II
| Nationaal      |    |         |
| Landskampioen  | 1x | 1954/55 |
| Eerste divisie | 1x | 1957/58 |